# 3880 Kaiserman
A 3880 Kaiserman (ideiglenes jelöléssel 1984 WK) egy kisbolygó a Naprendszerben. Carolyn Shoemaker,  Eugene Merle Shoemaker fedezte fel 1984. november 21-én.